# Gorenja vas pri Mokronogu
Gorenja vas pri Mokronogu je naselje v Občini Mokronog - Trebelno.